# Premi Oscar 1944
La 16ª edizione della cerimonia di premiazione dei Premi Oscar si è tenuta il 2 marzo 1944 al Chinese Theatre di Hollywood, condotta dall'attore Jack Benny.

## Vincitori e candidati
Vengono di seguito indicati in grassetto i vincitori. Dove ricorrente e disponibile, viene indicato il titolo in lingua italiana e quello in lingua originale tra parentesi.

### Miglior film
- Casablanca, regia di Michael Curtiz
- Per chi suona la campana (For Whom the Bell Tolls), regia di Sam Wood
- Il cielo può attendere (Heaven Can Wait), regia di Ernst Lubitsch
- La commedia umana (The Human Comedy), regia di Clarence Brown
- Eroi del mare (In Which We Serve), regia di David Lean
- Madame Curie, regia di Mervyn LeRoy
- Molta brigata vita beata (The More the Merrier), regia di George Stevens
- Alba fatale (The Ox-Bow Incident), regia di William A. Wellman
- Bernadette (The Song of Bernadette), regia di Henry King
- Quando il giorno verrà (Watch on the Rhine), regia di Herman Shumlin

### Miglior regia
- Michael Curtiz - Casablanca
- Ernst Lubitsch - Il cielo può attendere (Heaven Can Wait)
- Clarence Brown - La commedia umana (The Human Comedy)
- Henry King - Bernadette (The Song of Bernadette)
- George Stevens - Molta brigata vita beata (The More the Merrier)

### Miglior attore protagonista
- Paul Lukas - Quando il giorno verrà (Watch on the Rhine)
- Humphrey Bogart - Casablanca
- Gary Cooper - Per chi suona la campana (For Whom the Bell Tolls)
- Walter Pidgeon - Madame Curie
- Mickey Rooney - La commedia umana (The Human Comedy)

### Migliore attrice protagonista
- Jennifer Jones - Bernadette (The Song of Bernadette)
- Jean Arthur - Molta brigata vita beata (The More the Merrier)
- Ingrid Bergman - Per chi suona la campana (For Whom the Bell Tolls)
- Joan Fontaine - Il fiore che non colsi (The Constant Nymph)
- Greer Garson - Madame Curie

### Miglior attore non protagonista
- Charles Coburn - Molta brigata vita beata (The More the Merrier)
- Charles Bickford - Bernadette (The Song of Bernadette)
- J. Carrol Naish - Sahara
- Claude Rains - Casablanca
- Akim Tamiroff - Per chi suona la campana (For Whom the Bell Tolls)

### Migliore attrice non protagonista
- Katina Paxinou - Per chi suona la campana (For Whom the Bell Tolls)
- Gladys Cooper - Bernadette (The Song of Bernadette)
- Paulette Goddard - Sorelle in armi (So Proudly We Hail!)
- Anne Revere - Bernadette (The Song of Bernadette)
- Lucile Watson - Quando il giorno verrà (Watch on the Rhine)

### Miglior sceneggiatura
- Julius J. Epstein, Philip G. Epstein e Howard Koch - Casablanca
- Nunnally Johnson - Marito a sorpresa (Holy Matrimony)
- Robert Russell, Frank Ross, Richard Flournoy e Lewis R. Foster - Molta brigata vita beata (The More the Merrier)
- George Seaton - Bernadette (The Song of Bernadette)
- Dashiell Hammett - Quando il giorno verrà (Watch on the Rhine)

### Miglior sceneggiatura originale
- Norman Krasna - Sua Altezza è innamorata (Princess O'Rourke)
- Dudley Nichols - Arcipelago in fiamme (Air Force)
- Lillian Hellman - Fuoco a oriente (The North Star)
- Noël Coward - Eroi del mare (In Which We Serve)
- Allan Scott - Sorelle in armi (So Proudly We Hail!)

### Miglior soggetto originale
- William Saroyan - La commedia umana (The Human Comedy)
- Steve Fisher - Destinazione Tokio (Destination Tokyo)
- Guy Gilpatric - Convoglio verso l'ignoto (Action in the North Atlantic)
- Robert Russell e Frank Ross - Molta brigata vita beata (The More the Merrier)
- Gordon Mac Donell - L'ombra del dubbio (Shadow of a Doubt)

### Miglior fotografia
- Bianco e nero

- Arthur C. Miller - Bernadette (The Song of Bernadette)
- James Wong Howe, Elmer Dyer e Charles Marshall - Arcipelago in fiamme (Air Force)
- Arthur Edeson - Casablanca
- Tony Gaudio - Corvetta K-225 (Corvette K-225)
- John Seitz - I cinque segreti del deserto (Five Graves to Cairo)
- Harry Stradling - La commedia umana (The Human Comedy)
- Joseph Ruttenberg - Madame Curie
- James Wong Howe - Fuoco a oriente (The North Star)
- Rudolph Maté - Sahara
- Charles Lang - Sorelle in armi (So Proudly We Hail!)

- Colore

- Hal Mohr e W. Howard Greene - Il fantasma dell'Opera (Phantom of the Opera)
- Ray Rennahan - Per chi suona la campana (For Whom the Bell Tolls)
- Edward Cronjager - Il cielo può attendere (Heaven Can Wait)
- Charles G. Clarke e Allen Davey - Vecchia San Francisco (Hello, Frisco, Hello)
- Leonard Smith - Torna a casa, Lassie! (Lassie Come Home)
- George Folsey - La parata delle stelle (Thousands Cheer)

### Miglior scenografia
- Bianco e nero

- James Basevi, William Darling e Thomas Little - Bernadette (The Song of Bernadette)
- Hans Dreier, Ernst Fegté e Bertram Granger - I cinque segreti del deserto (Five Graves to Cairo)
- Albert S. D'Agostino, Carroll Clark, Darrell Silvera e Harley Miller - Aquile sul Pacifico (Flight for Freedom)
- Cedric Gibbons, Paul Groesse, Edwin B. Willis e Hugh Hunt - Madame Curie
- Carl Weyl e George J. Hopkins - Mission to Moscow
- Perry Ferguson e Howard Bristol - Fuoco a oriente (The North Star)

- Colore

- John B. Goodman, Alexander Golitzen, Russell A. Gausman e Ira S. Webb - Il fantasma dell'Opera (Phantom of the Opera)
- Hans Dreier, Haldane Douglas e Bertram Granger - Per chi suona la campana (For Whom the Bell Tolls)
- James Basevi, Joseph C. Wright e Thomas Little - Banana split (The Gang's All Here)
- John Hughes, John Koenig e George J. Hopkins - This Is the Army
- Cedric Gibbons, Daniel B. Cathcart, Edwin B. Willis e Jacques Mersereau - La parata delle stelle (Thousands Cheer)

### Migliori effetti speciali
- Fred Sersen e Roger Heman - Agguato sul fondo (Crash Dive)
- Hans Koenekamp, Rex Wimpy e Nathan Levinson - Arcipelago in fiamme (Air Force)
- Vernon L. Walker, James G. Stewart e Roy Granville - 19mo stormo bombardieri (Bombardier)
- Clarence Slifer, Ray O. Binger e Thomas T. Moulton - Fuoco a oriente (The North Star)
- Gordon Jennings, Farciot Edouart e George Dutton - Sorelle in armi (So Proudly We Hail!)
- A. Arnold Gillespie, Donald Jahraus e Michael Steinore - Forzate il blocco (Stand by for Action)

### Miglior montaggio
- George Amy - Arcipelago in fiamme (Air Force)
- Doane Harrison - I cinque segreti del deserto (Five Graves to Cairo)
- Owen Marks - Casablanca
- Barbara McLean - Bernadette (The Song of Bernadette)
- Sherman Todd e John Link - Per chi suona la campana (For Whom the Bell Tolls)

### Miglior sonoro
- Stephen Dunn e RKO Radio Studio Sound Department - Questa terra è mia (This Land Is Mine)
- Daniel J. Bloomberg e Republic Studio Sound Department - Terra nera (In Old Oklahoma)
- Thomas T. Moulton e Samuel Goldwyn Studio Sound Department - Fuoco a oriente (The North Star)
- Bernard B. Brown e Universal Studio Sound Department - Il fantasma dell'Opera (Phantom of the Opera)
- C. O. Slyfield e Walt Disney Studio Sound Department - Saludos Amigos
- John P. Livadary e Columbia Studio Sound Department - Sahara
- Jack Whitney e Sound Service Inc. - Anche i boia muoiono (Hangmen Also Die)
- Douglas Shearer e Metro-Goldwyn-Mayer Studio Sound Department - Madame Curie
- Edmund H. Hansen e 20th Century-Fox Studio Sound Department - Bernadette (The Song of Bernadette)
- James L. Fields e RCA Sound - So This Is Washington
- Loren L. Ryder e Paramount Studio Sound Department - La gioia della vita (Riding High)
- Nathan Levinson e Warner Bros. Studio Sound Department - This Is the Army

### Migliore colonna sonora
- Film musicale

- Ray Heindorf - This Is the Army
- Alfred Newman - L'isola delle sirene (Coney Island)
- Walter Scharf - Hit Parade of 1943
- Edward Ward - Il fantasma dell'Opera (Phantom of the Opera)
- Charles Wolcott, Edward H. Plumb e Paul J. Smit - Saludos Amigos
- Leigh Harline - Non ti posso dimenticare (The Sky's the Limit)
- Morris Stoloff - Nasce una stella (Something to Shout About)
- Frederic E. Rich - La taverna delle stelle (Stage Door Canteen)
- Robert Emmett Dolan - Signorine, non guardate i marinai (Star Spangled Rhythm)
- Herbert Stothart - La parata delle stelle (Thousands Cheer)

- Film drammatico o commedia

- Alfred Newman - Bernadette (The Song of Bernadette)
- Max Steiner - Casablanca
- Frank Skinner e Hans J. Salter - The Amazing Mrs. Holliday
- Morris Stoloff e Louis Gruenberg - Uragano all'alba (Commandos Strike at Dawn)
- Roy Webb e Constantin Bakaleinikoff - Il passo del carnefice (The Fallen Sparrow)
- Victor Young - Per chi suona la campana (For Whom the Bell Tolls)
- Hanns Eisler - Anche i boia muoiono (Hangmen Also Die)
- Phil Boutelje - Hi Diddle Diddle
- Walter Scharf - Terra nera (In Old Oklahoma)
- Leigh Harline - Johnny Come Lately
- Gerard Carbonara - La città rubata (The Kansan)
- Arthur Lange - Le stelle hanno paura (Lady of Burlesque)
- Herbert Stothart - Madame Curie
- Dimitri Tiomkin - The Moon and Sixpence
- Aaron Copland - Fuoco a oriente (The North Star)
- Edward H. Plumb, Paul J. Smith e Oliver G. Wallace - Victory through Air Power

### Miglior canzone
- "You'll Never Know", musica di Harry Warren, testo di Mack Gordon - Vecchia San Francisco (Hello, Frisco, Hello)
- "A Change of Heart", musica di Jule Styne, testo di Harold Adamson - Hit Parade of 1943
- "Happiness Is a Thing Called Joe", musica di Harold Arlen, testo di Yip Harburg - Due cuori in cielo (Cabin in the Sky)
- "My Shining Hour", musica di Harold Arlen, testo di Johnny Mercer - Non ti posso dimenticare (The Sky's the Limit)
- "Saludos Amigos", musica di Charles Wolcott, testo di Ned Washington - Saludos Amigos
- "Say a Pray'r for the Boys Over There", musica di Jimmy McHugh, testo di Herb Magidson - Tua per sempre (Hers To Hold)
- "That Old Black Magic", musica di Harold Arlen, testo di Johnny Mercer - Signorine, non guardate i marinai (Star Spangled Rhythm)
- "They're Either Too Young or Too Old", musica di Arthur Schwartz, testo di Frank Loesser - Thank Your Lucky Stars
- "We Mustn't Say Goodbye", musica di James Monaco, testo di Al Dubin - La taverna delle stelle (Stage Door Canteen)
- "You'd Be So Nice to Come Home to", musica e testo di Cole Porter - Nasce una stella (Something to Shout About)

### Miglior documentario
- Desert Victory, regia di James L. Hodson
- Baptism of Fire, regia di United States Army
- La battaglia di Russia (The Battle of Russia), regia di Frank Capra e Anatole Litvak
- Report from the Aleutians, regia di John Huston
- War Department Report, regia di Oliver Lundquist

### Miglior cortometraggio
- Amphibious Fighters, regia di Jack Eaton
- Cavalcade of Dance with Veloz and Yolanda, regia di Gordon Hollingshead
- Champions Carry On, regia di Edmund Reek
- Hollywood in Uniform, regia di Ralph Staub
- Seeing Hands, regia di Gunther von Fritsch

### Miglior cortometraggio a 2 bobine
- Heavenly Music, regia di Josef Berne
- Letter to a Hero, regia di Frederic Ullman Jr.
- Mardi Gras, regia di Hugh Bennett
- Women at War, regia di Jean Negulesco

### Miglior cortometraggio documentario
- December 7th, regia di John Ford e Gregg Toland
- Children of Mars, regia di Frank Donovan
- Plan for Destruction, regia di Edward L. Cahn
- Swedes in America, regia di United States Office of War
- To the People of the United States, regia di Walter Wanger
- Tomorrow We Fly, regia di United States Navy
- Youth in Crisis, regia di The March of Time

### Miglior cortometraggio d'animazione
- Dichiarazione di guerra (The Yankee Doodle Mouse), regia di Joseph Barbera e William Hanna
- The Dizzy Acrobat, regia di Alex Lovy
- Greetings Bait!, regia di Friz Freleng
- Imagination, regia di Bob Wickersham
- Reason and Emotion, regia di Bill Roberts
- The 500 Hats of Bartholomew Cubbins, regia di George Pal

## Premi speciali

### Oscar onorario
- George Pal per lo sviluppo di nuovi metodi e tecniche nella produzione di brevi soggetti conosciuti come Puppetoons.

### Premio alla memoria Irving G. Thalberg
- Hal B. Wallis